# Aucuba japonica
El laurel moteado (Aucuba japonica) es una especie de planta fanerógama de la familia Garryaceae.

## Descripción
Es un arbusto de 1 a 5 m de altura originario de los bosques de valles y montañas de Japón y China. Aucuba japonica es dioico, es decir, presenta diferentes plantas para el sexo masculino y femenino. Son plantas de jardín muy populares en el Reino Unido y en el resto de Europa occidental. Este arbusto es también muy popular en Estados Unidos, donde es comúnmente conocido como Gold Dust Plant (planta de polvo dorado).

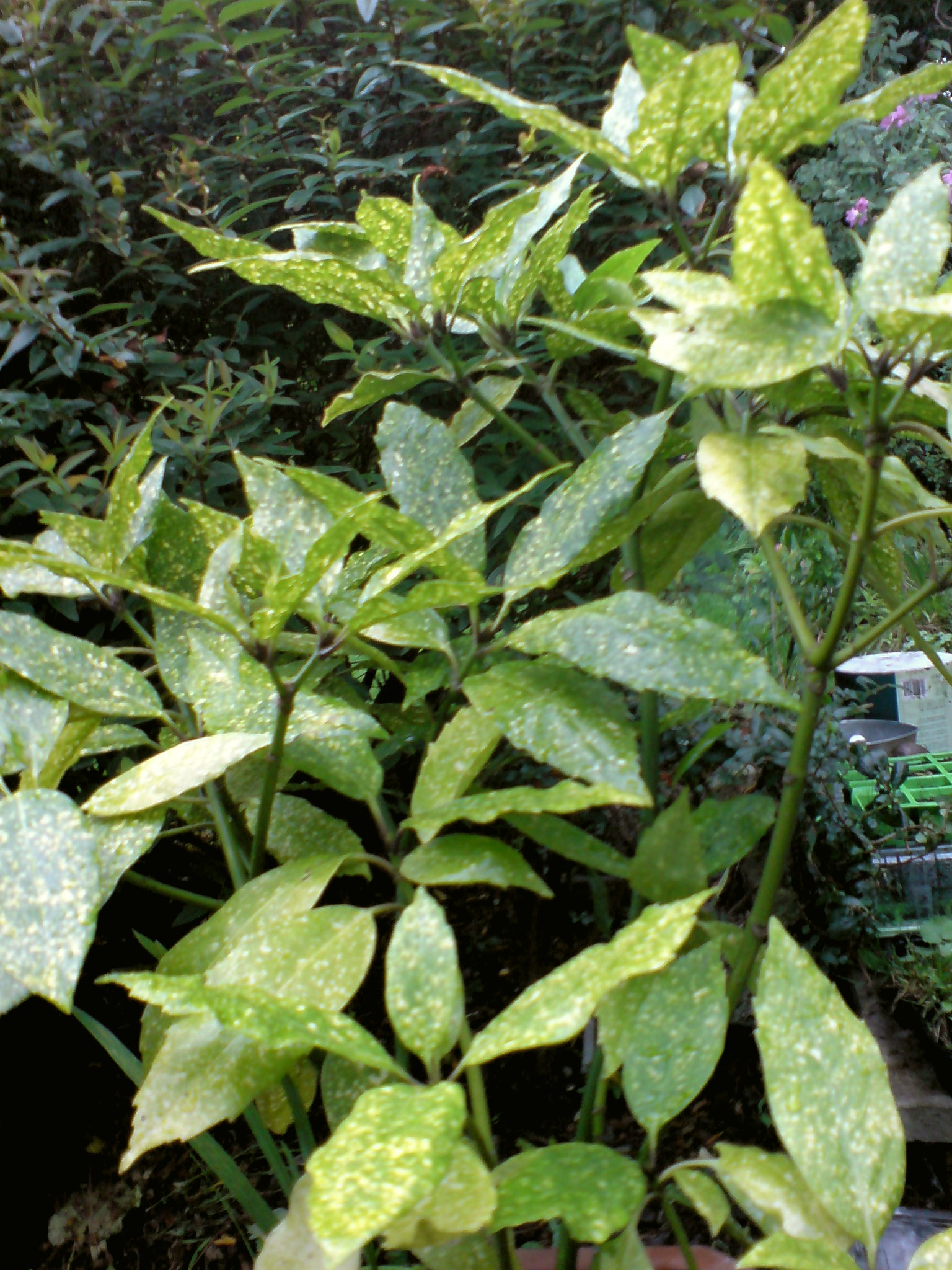
Laurel moteado hembra.

## Taxonomía
Aucuba japonica fue descrita por  Carl Peter Thunberg y publicado en Nova Genera Plantarum 3: 62. 1783.
Sinonimia
1. Aucuba japonica var. japonica

- Aucuba luteocarpa Dombrain
- Eubasis dichotoma Salisb.

## Galería

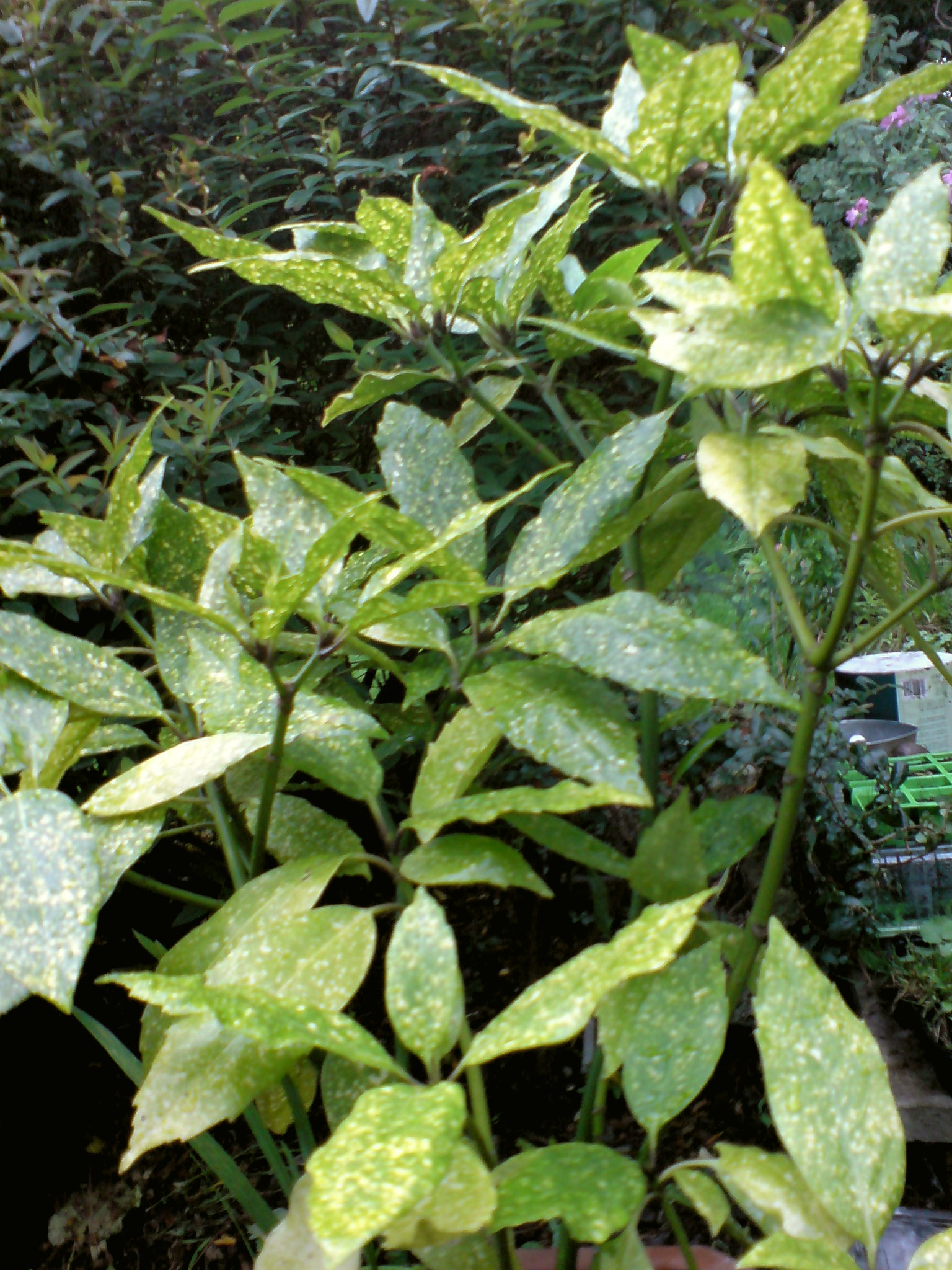
Clon femenino Variegata
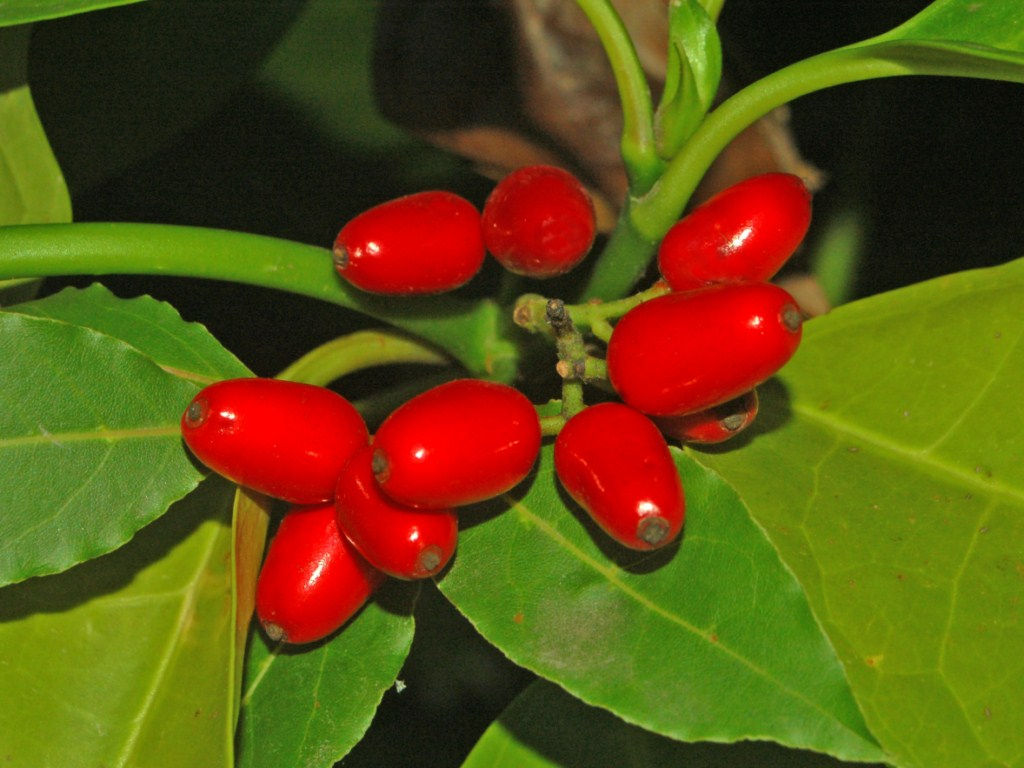
Fruto de Aucuba japonica
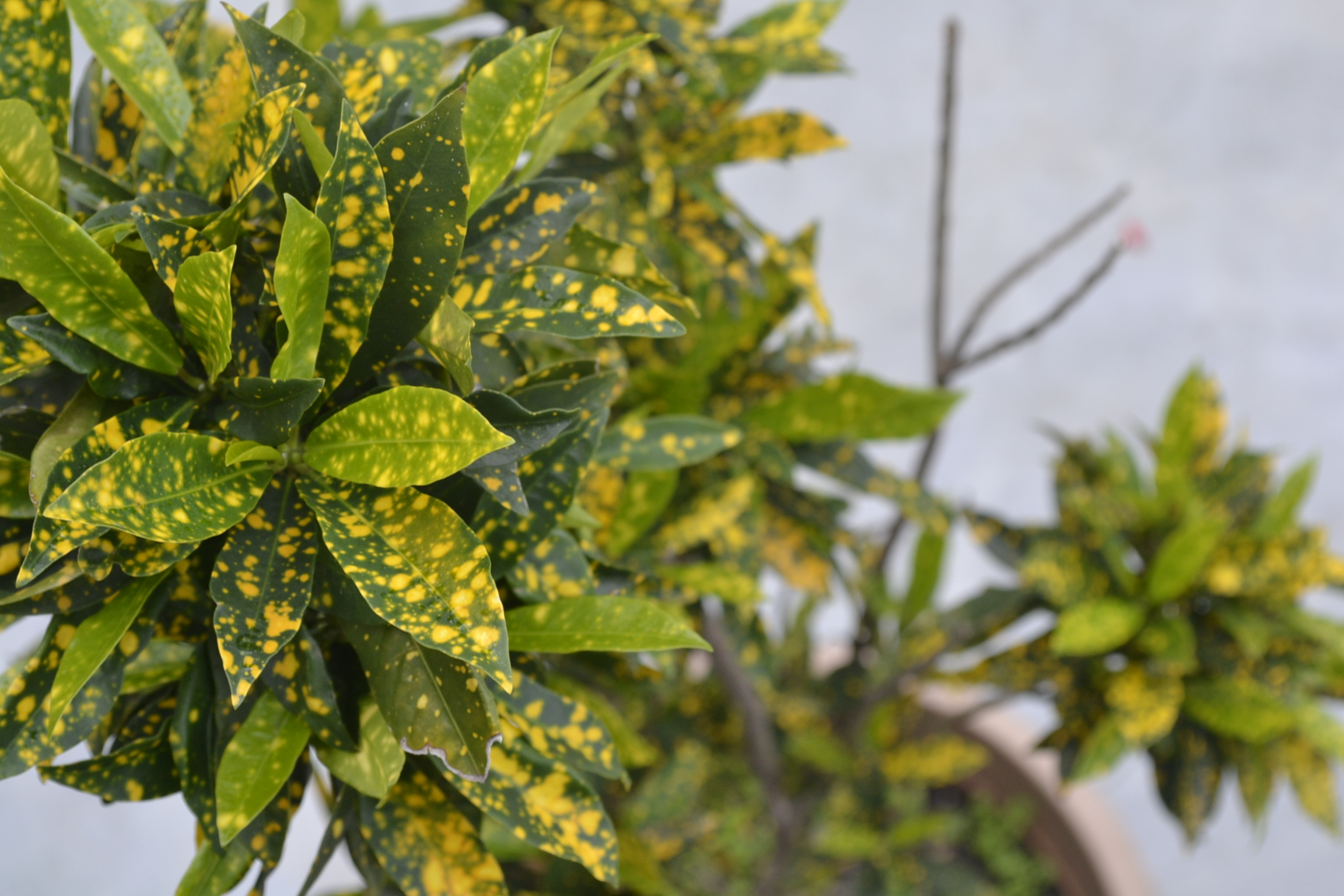
Hojas de Aucuba japonica
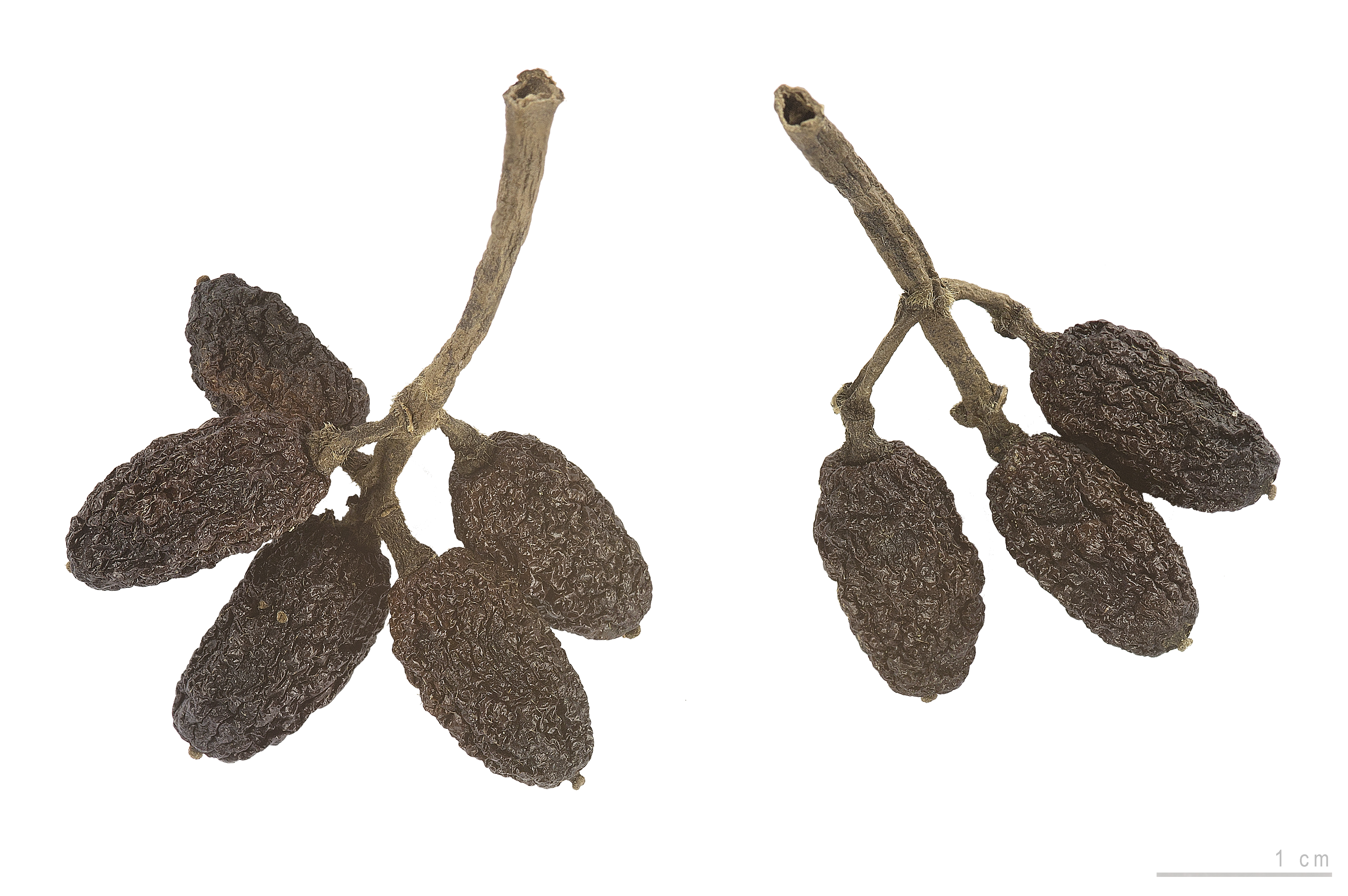
Aucuba japonica - MHNT